# Примарний вершник (фільм, 2007)
«Примарний вершник» (англ. Ghost Rider) — американський супергеройський фільм 2007 року, сюжет якого оснований на однойменному персонажі серії коміксів видавництва Marvel. Сценаристом і режисером стрічки став Марк Стівен Джонсон, а головну роль зіграв Ніколас Кейдж. Також у фільмі знялися Єва Мендес, Веслі Бентлі, Сем Елліотт, Донал Лоуг, Метт Лонг і Пітер Фонда.
«Примарний вершник» вийшов 16 лютого 2007 року в США. Фільм отримав негативні відгуки професійних критиків, але мав успіх у прокаті, заробивши 228,7 млн $ у всьому світі при бюджеті в 110 млн $. 12 червня 2007 фільм вийшов на DVD, Blu-ray та UMD. Продовження стрічки під назвою «Примарний вершник: Дух помсти» вийшло 2011 року.

## Сюжет
Для того, щоб врятувати свого батька, який вмирає на його очах від раку, байкер-екстремал Джонні Блейз укладає договір з дияволом, земне ім'я якого — Мефістофель. Об'єктом договору є його безсмертна душа.
Проходять роки, і диявол пред'являє свої права за контрактом. Він перетворює Джонні на Примарного Гонщика, агента потойбічних сил, що володіє надлюдськими здібностями.
З настанням ночі він проноситься по місту на своєму «пекельному» мотоциклі і збирає людську «данину» для свого нового господаря. І хоча контракт — безстроковий, і кататися б йому до кінця своїх днів, залишаючи вогненний слід на темних вулицях, але світла сторона головного героя все-таки бере верх над силами темряви.

## У ролях
- Ніколас Кейдж — Джонні Блейз / Примарний вершник
  - Метт Лонг — юний Джонні Блейз
- Єва Мендес — Роксана Сімпсон
- Веслі Бентлі — Блекхарт
- Сем Елліот — Картер Слейд / Наглядач
- Донал Лоуг — Мек
- Пітер Фонда — Мефісто
- Бретт Каллен — Бартон Блейз
- Ребел Вілсон — дівчина на алеї

## Музика
Музику до фільму в грудні 2005 створив композитор Крістофер Янг. Гурт Spiderbait виконав кавер-версію пісні «Вершники в небесах» для заключних титрів.
Список пісень
Автор музики і слів Крістофер Янг. 
| #     | Назва                             | Тривалість |
| ----- | --------------------------------- | ---------- |
| 1.    | «Ghost Rider»                     | 3:16       |
| 2.    | «Blackheart Beat»                 | 3:06       |
| 3.    | «Artistry in Death»               | 4:13       |
| 4.    | «A Thing for Karen Carpenter»     | 2:01       |
| 5.    | «Cemetery Dance»                  | 5:31       |
| 6.    | «More Sinister Than Popcorn»      | 5:40       |
| 7.    | «No Way to Wisdom»                | 2:15       |
| 8.    | «Chain Chariot»                   | 6:18       |
| 9.    | «Santa Sardonicus»                | 3:36       |
| 10.   | «Penance Stare»                   | 5:26       |
| 11.   | «San Venganza»                    | 3:22       |
| 12.   | «Blood Signature»                 | 2:08       |
| 13.   | «Serenade to a Daredevil's Devil» | 1:53       |
| 14.   | «Nebuchadnezzar Phase»            | 5:52       |
| 15.   | «The West Was Built on Legends»   | 3:59       |
| 55:93 |                                   |            |

## Касові збори
Під час показу в Україні, що розпочався 15 січня 2007 року, протягом перших вихідних фільм зміг зібрати 454 780 $, посівши перше місце в кінопрокаті. Фільм опустився на другу позицію українського кінопрокату наступного тижня, зібравши за ці вихідні ще 160 488 $. Загалом в кінопрокаті України фільм зібрав 990 847 $, посівши 16 місце серед найбільш касових фільмів 2007 року.

## Цікавинки
- Період знімання фільму тривав з 14 лютого до 9 червня 2005 року.
- Знімання фільму повністю відбувалося у Мельбурні в Австралії.